# Berliner Diözese der Russischen Orthodoxen Kirche

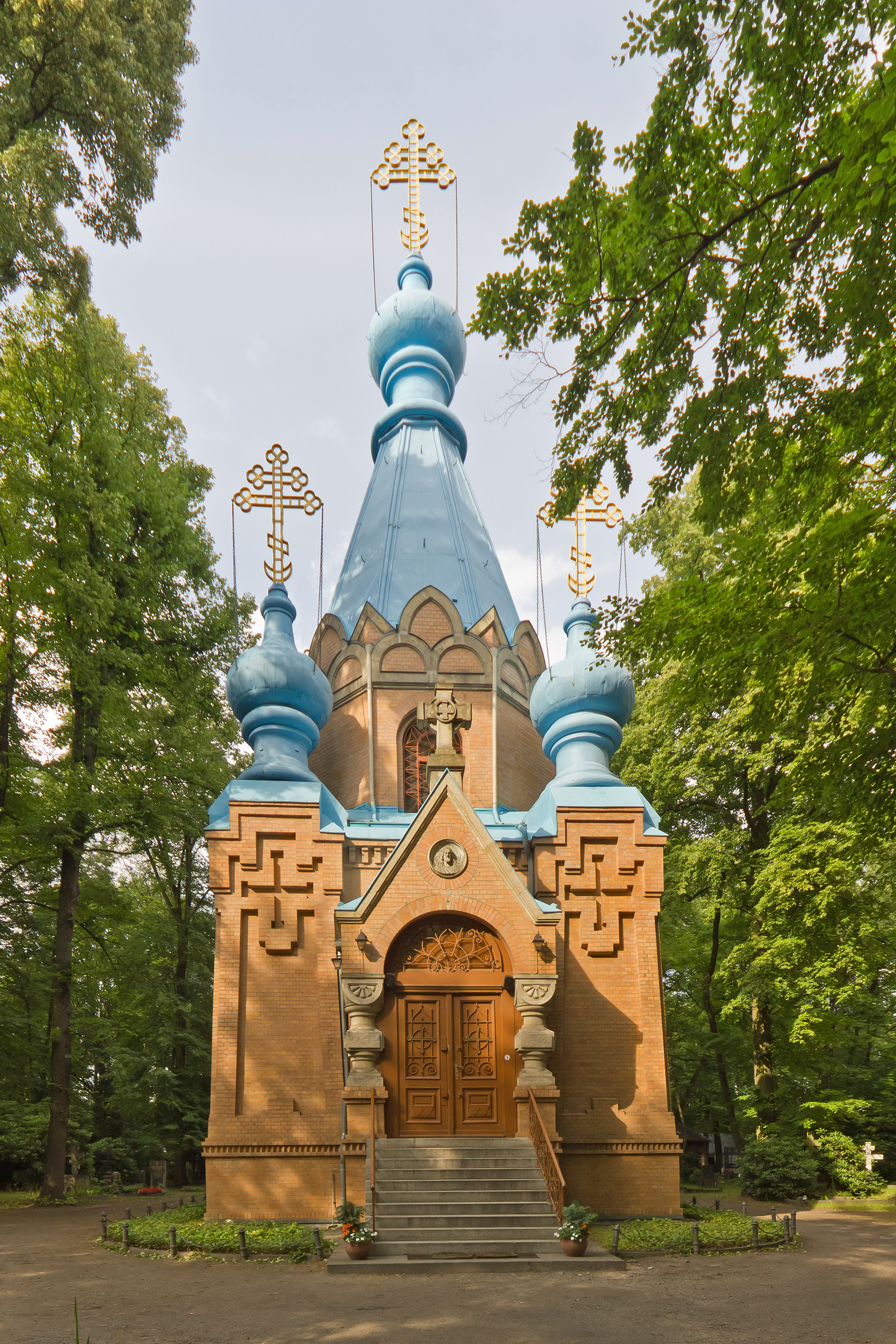
St.-Konstantin-und-Helena-Kirche in Berlin

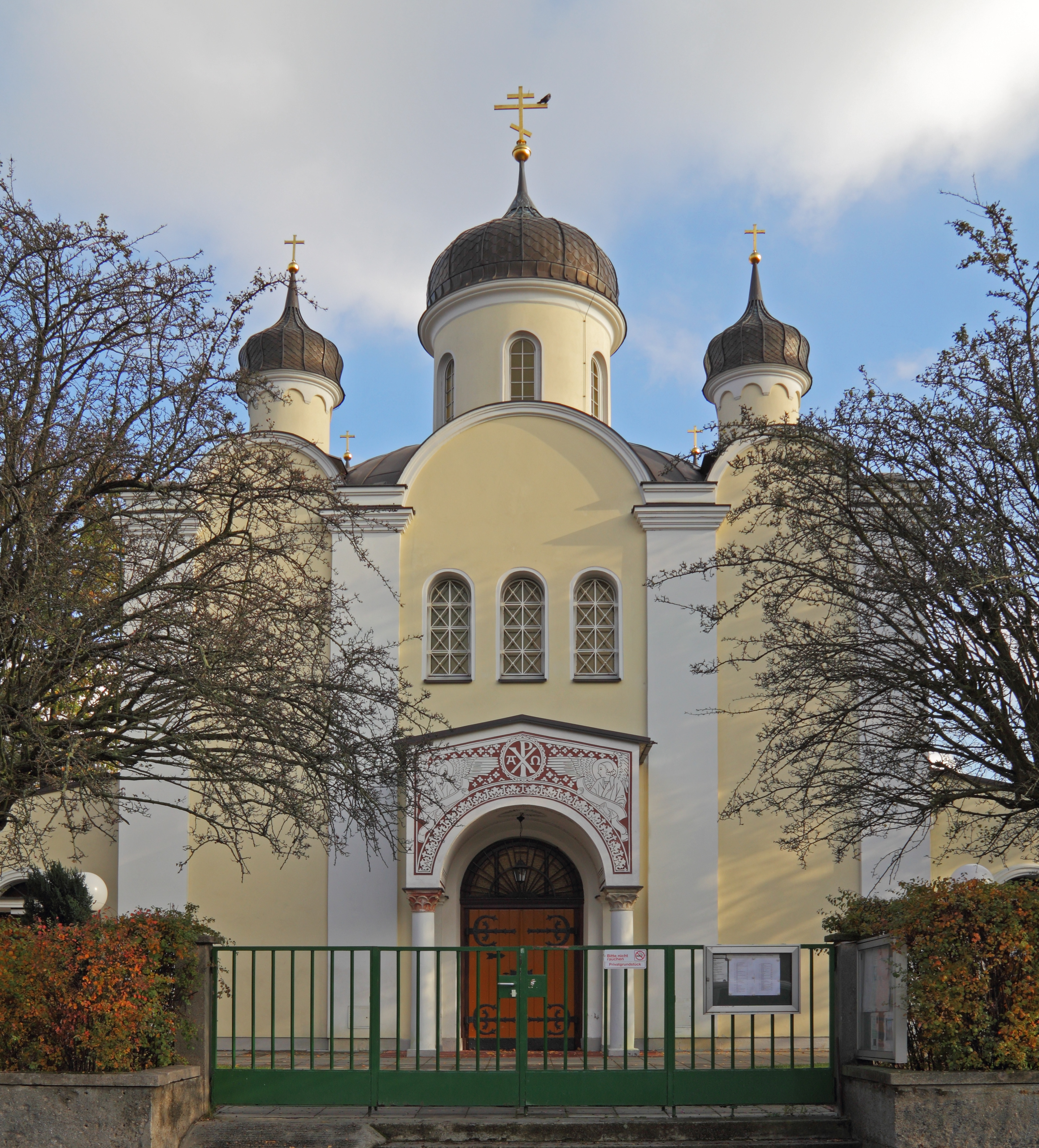
Christi-Auferstehungs-Kathedrale (Berlin)

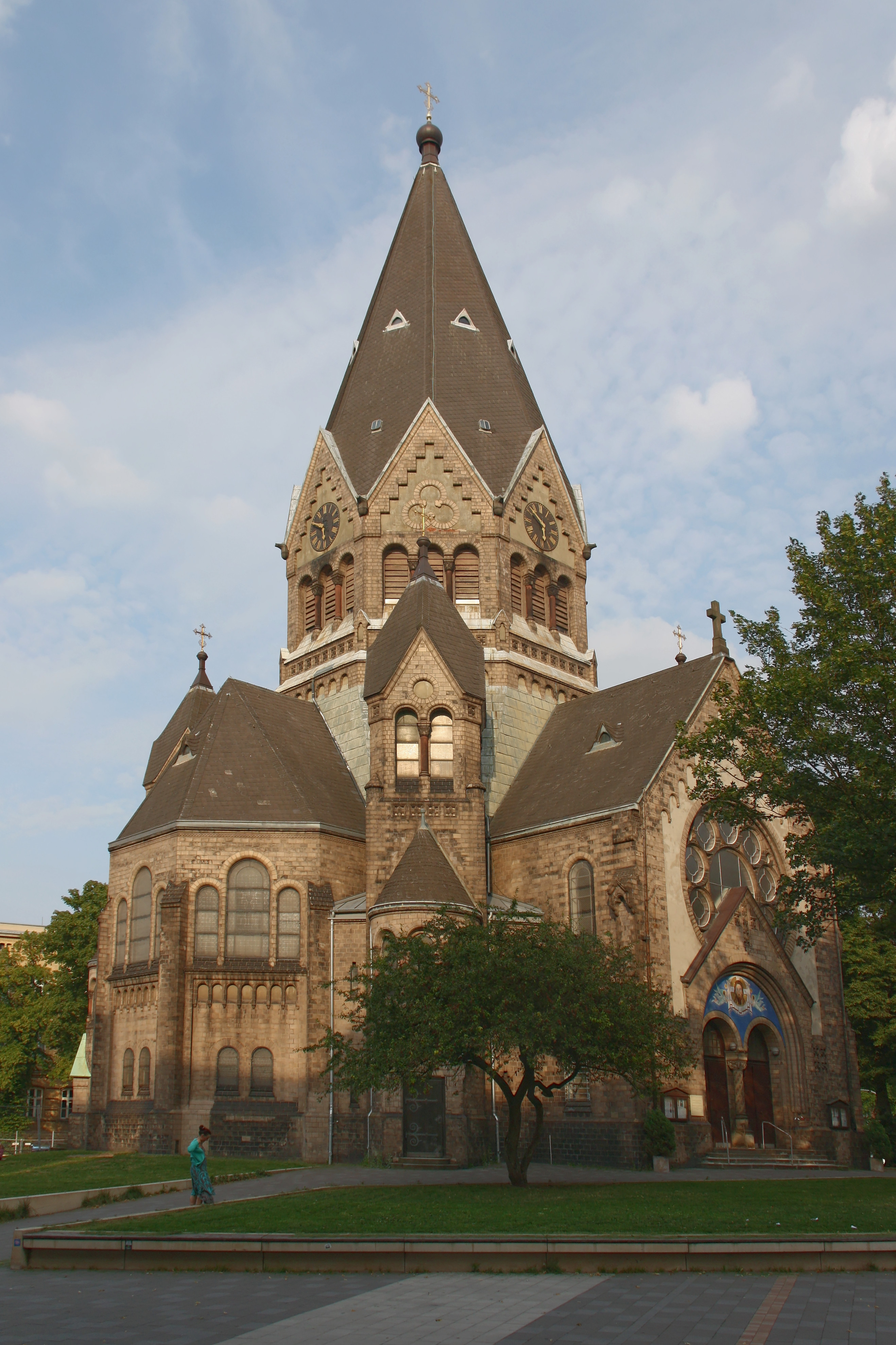
Kirche des Hl. Johannes von Kronstadt zu Hamburg

Die Berliner Diözese der Russisch-Orthodoxen Kirche (oder auch als Diözese von Berlin und Deutschland bezeichnet) gehört zum Moskauer Patriarchat.

## Struktur und Leitung

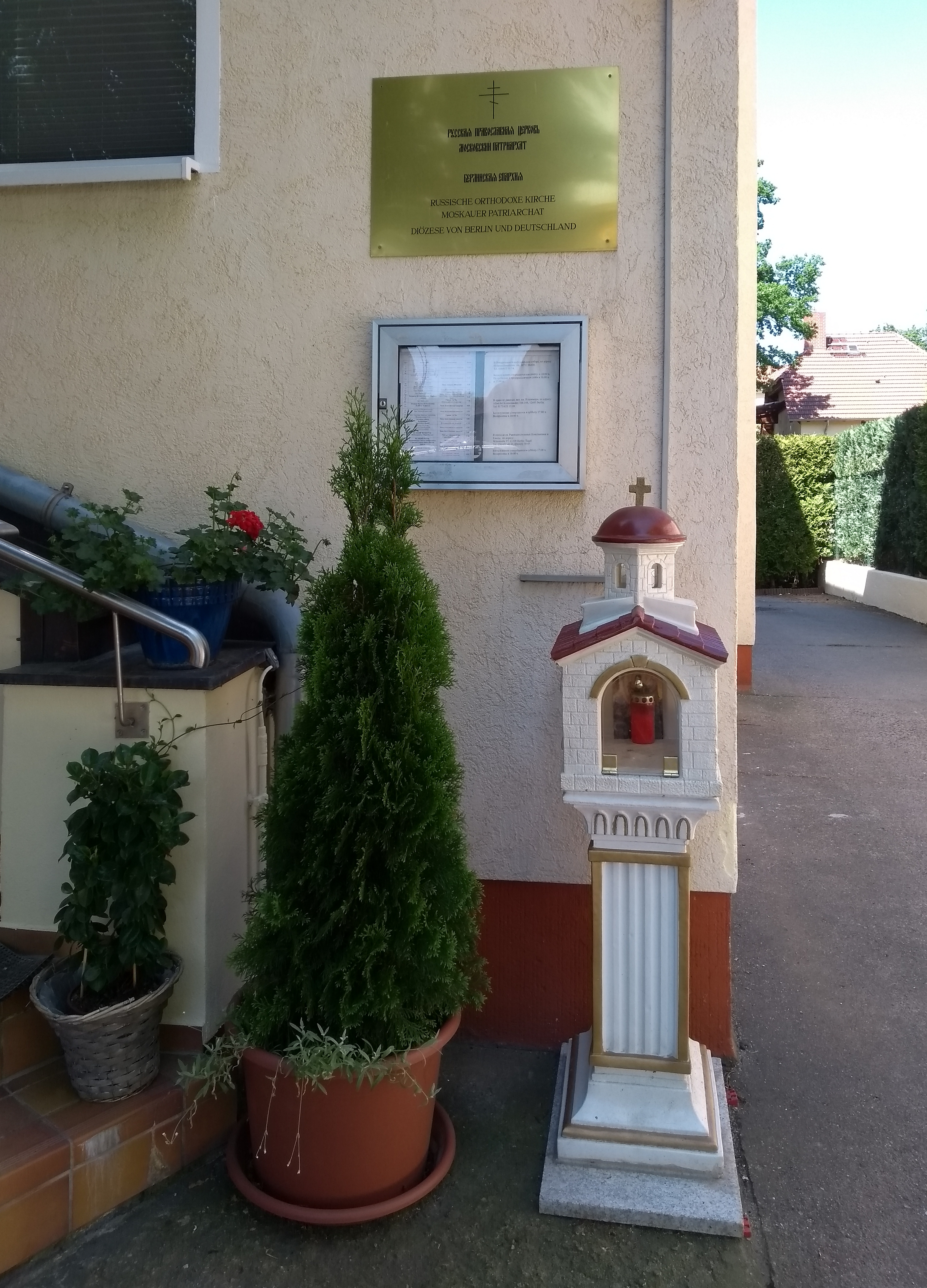
Bischofssitz Berlin-Karlshorst

Die deutsche Eparchie der Russischen Orthodoxen Kirche hat ihren Bischofssitz in der Wildensteiner Straße 10 in Berlin-Karlshorst. Ihr stand bis zu seinem Tod Erzbischof Feofan vor. Auf Beschluss des Heiligen Synods vom 28. Dezember 2017 wurde Tichon zum Administrator der Diözese von Berlin und Deutschland ernannt unter zeitweiliger Beibehaltung des Titels „Bischof von Podolsk“.
Die Eparchie ist in fünf Kirchenkreise strukturiert: Nord, Ost, West, Süd und Bayerisches Dekanat.

## Status
Die Berliner Diözese der Russisch-Orthodoxen Kirche ist (durch entsprechende Verleihungen in den Ländern Berlin und Brandenburg) in Deutschland als Körperschaft des öffentlichen Rechts anerkannt. Sie ist Mitglied in der Kommission der Orthodoxen Kirchen in Deutschland (KOKid) und der Arbeitsgemeinschaft Christlicher Kirchen (ACK).

## Geschichte
In Berlin und auf dem Territorium der damaligen sowjetischen Besatzungszone, der späteren Deutschen Demokratischen Republik, waren die dortigen russischen Gemeinden 1945 in das Patriarchat von Moskau und der ganzen Rus aufgenommen worden. Für sie wurde die Diözese von Berlin und Mitteleuropa gebildet, die zeitweilig, von 1948 bis 1960 und wieder seit 1992, den Namen „Diözese von Berlin und Deutschland“ trug. 1960 wurde auch eine westdeutsche Diözese des Moskauer Patriarchats mit Sitz in München gegründet, die 1971 in die Diözese von Baden und Bayern sowie die von Düsseldorf für die übrigen Bundesländer geteilt worden ist.
Nach der Wiedervereinigung Deutschlands hat das Moskauer Patriarchat seine drei Diözesen, die bis dahin in Deutschland existierten, im Dezember 1992 zu einer einzigen Berliner Diözese der Russischen Orthodoxen Kirche zusammengefasst. Inzwischen ist die Zahl der Gemeinden auf über 60 angewachsen. An die 190.000 getaufte russisch-orthodoxe Christen werden von ihnen geistlich betreut.

## Bischöfe
- Tichon (Ljaschtschenko) (28. April 1924 – 1938)
- Alexander (Nemolowski) (1945 – 16. November 1948)
- Sergius (Koroljow) (16. November 1948 – 26. September 1950)
- Boris (Wik) (26. September 1950 – 15. Oktober 1954)
- Michael (Tschub) (15. August 1957 – 6. März 1959)
- Johann (Rasumow) (6. März 1959 – 21. Juni 1960)
- Johann (Wendland) (30. Juni 1960 – 16. Juni 1962)
- Philaret (Denissenko) (16. Juni 1962 – 10. Oktober 1962)
- Sergius (Larin) (10. Oktober 1962 – 20. Mai 1964)
- Cyprian (Sernow) (20. Mai 1964 – 23. Juli 1966)
- Jonathan (Kopolowitsch) (23. Juli 1966 – 7. Oktober 1967) в/у
- Wladimir (Kotljarow) (7. Oktober 1967 – 1. Dezember 1970)
- Leonti (Gudimow) (1. Dezember 1970 – 18. April 1973)
- Philaret (Wachromejew) (18. April 1973 – 10. Oktober 1978)
- Melchisedech (Lebedew) (10. Oktober 1978 – 26. Dezember 1984)
- Theodosios (Prozjuk) (26. Dezember 1984 – 29. Juli 1986)
- Hermann (Timofejew) (29. Juli 1986 – 31. Januar 1991)
- Theophan (Galinskij) (31. Januar 1991 – 11. September 2017)
- Tichon (am 28. Dezember 2017 ernannt)[1]

## Gemeinden nach Bundesländern

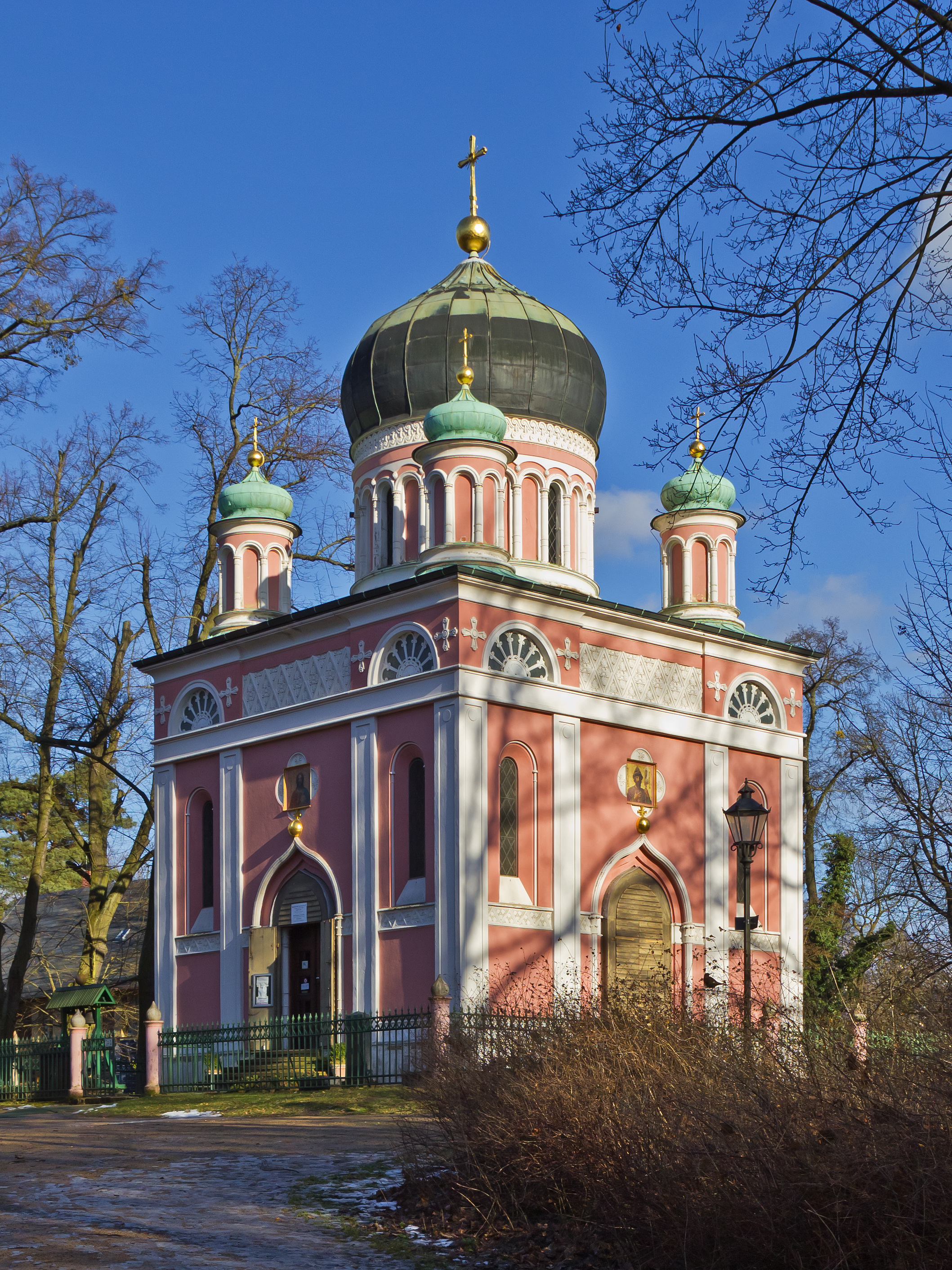
Alexander-Newski-Gedächtniskirche in Potsdam

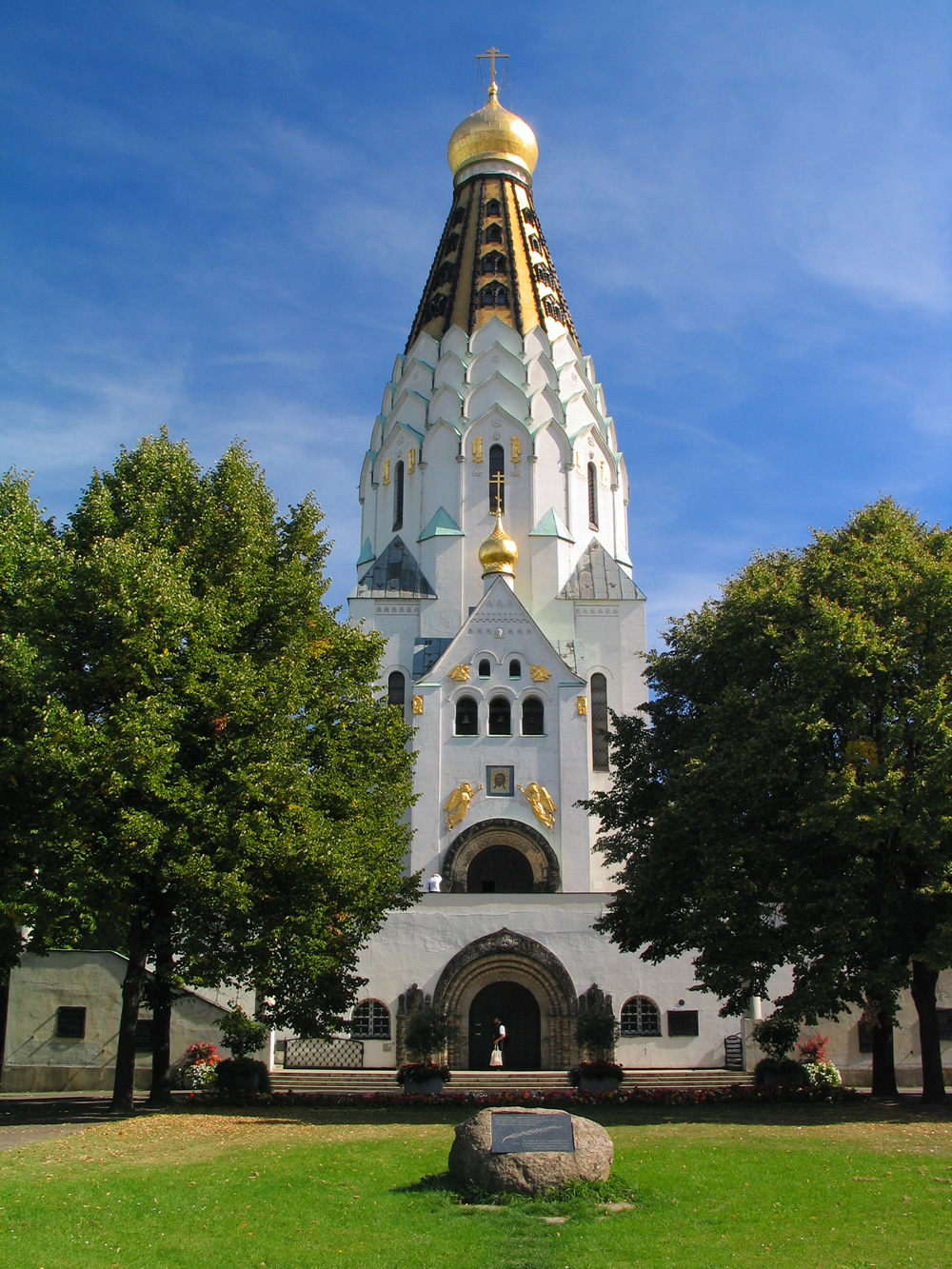
Russische Gedächtniskirche in Leipzig

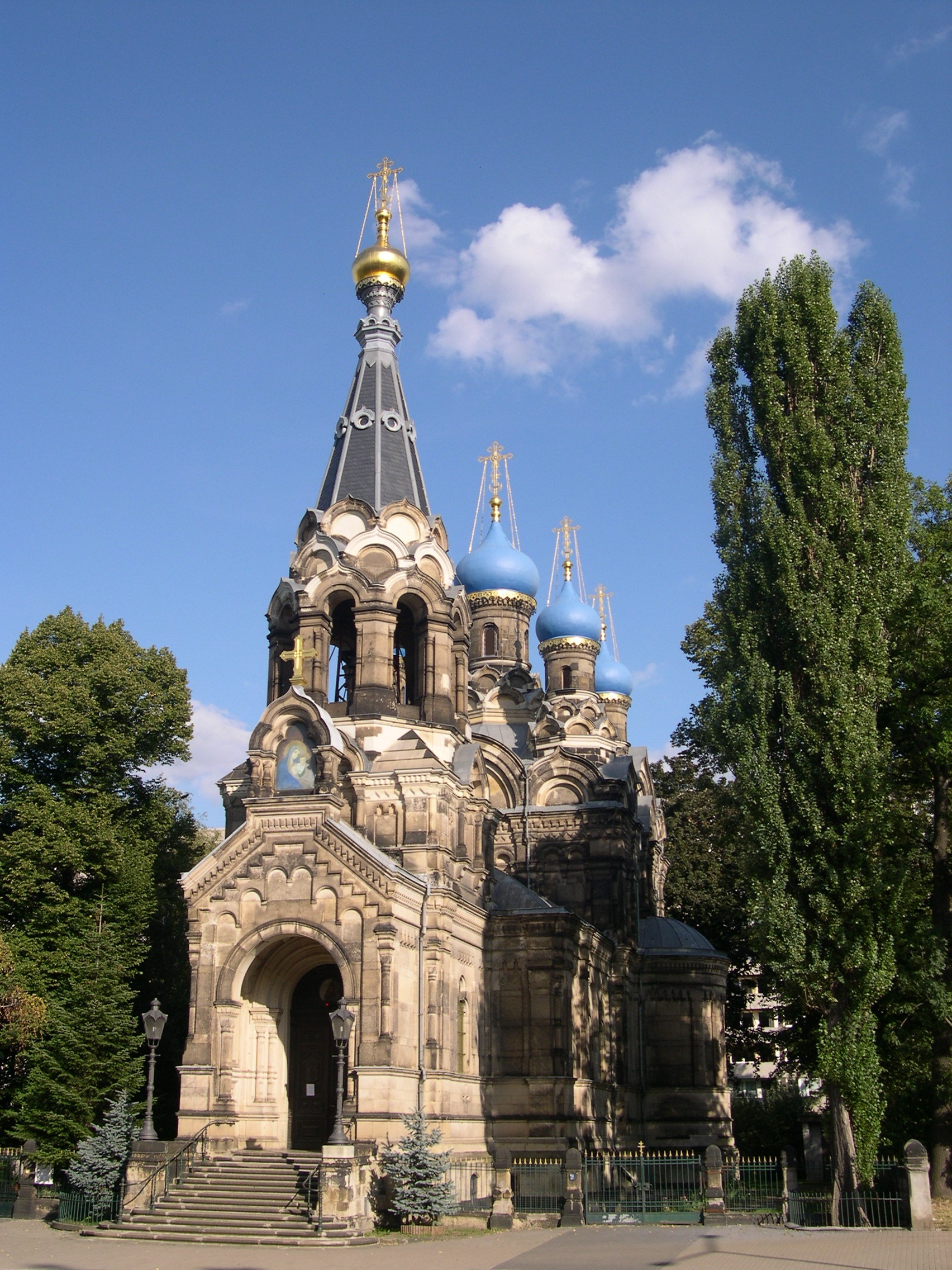
Russisch-Orthodoxe Kirche in Dresden

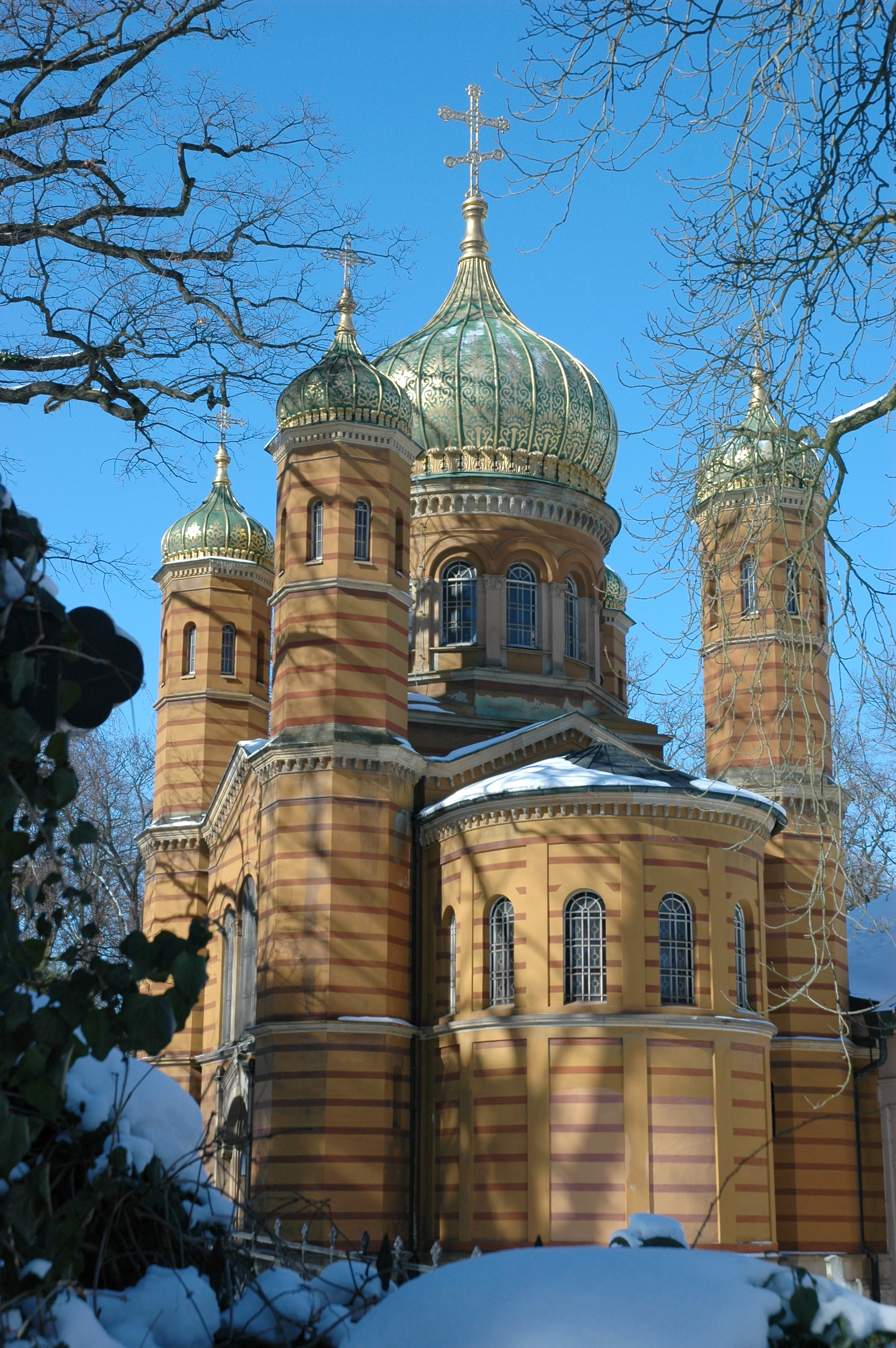
Hl.-Maria-Magdalena-Kirche in Weimar

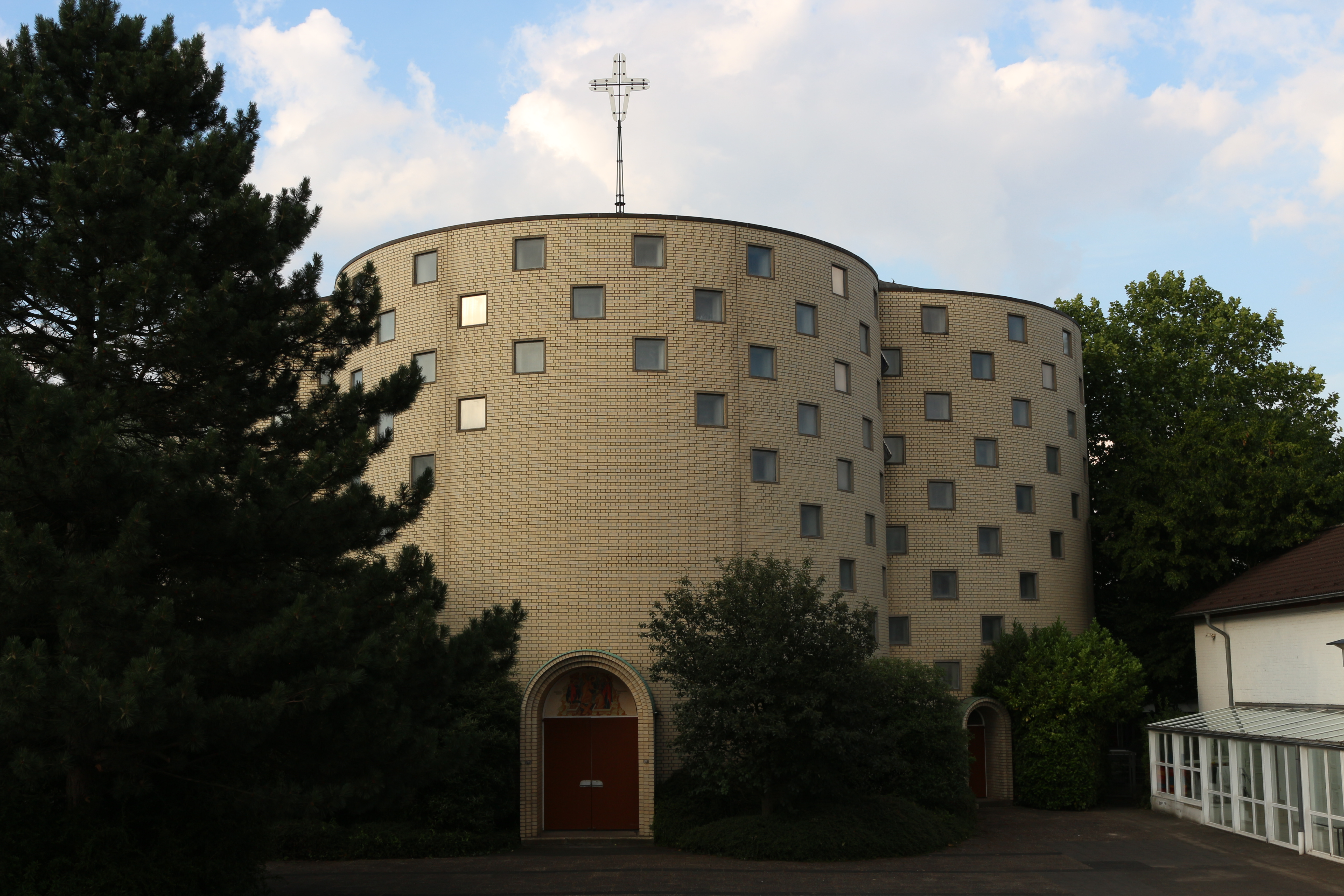
St.-Barbara-Kirche in Krefeld

### Baden-Württemberg
- Baden-Baden: Christi-Verklärungs-Gemeinde – hier Russisch Orthodoxe Kirche im Ausland
- Freiburg im Breisgau: Gemeinde des Hl. Nikolaus
- Friedrichshafen (Bodensee)[2]
- Konstanz: Hll.-Prokopius-Kirche
- Pforzheim: Epiphanie Gemeinde
- Stuttgart: Hl.-Prophet-Elias-Gemeinde
- Tübingen: Gemeinde der Hl. Maria von Ägypten
- Ulm: Kirchengemeinde der Hll. Valentin und Pasikratus

### Bayern
- Bamberg
- Bayreuth
- Bischofsheim in der Rhön: Kirche des Hl. Nektarius von Aigina und Hl. Prokopius von Ustiug
- Dachau: Christi-Auferstehungs-Gedächtniskapelle
- Hof
- Kempten: Hll.-Nikolaus-Gemeinde
- Lindau (Bodensee)[3]: Kirchengemeinde zu Ehren des heiligen Apostels und Evangelists Johannes der Theologe
- München: Christi-Auferstehungs-Gemeinde – hier griechisch-orthodoxe Gemeinde
- Nürnberg: Gemeinde zu Ehren der Seligen Xenia von St. Petersburg
- Passau
- Würzburg: Maria-Verkündigungs-Kirche

### Berlin
- Berlin-Karlshorst: Hl.Sergius-von-Radonezh-Kirche
- Berlin-Marzahn: Hl.-Wladimir-Kirche
- Berlin-Tegel: Hll.-Konstantin-und-Helena-Kirche
- Berlin-Wilmersdorf: Christi-Auferstehungs-Kathedrale

### Brandenburg
- Brandenburg an der Havel: Gottesmutter-Freude aller Betrübten-Gemeinde in der St.-Bernhardkapelle
- Frankfurt (Oder): Christus-Erlöser-Gemeinde
- Potsdam: Alexander-Newski-Gedächtniskirche

### Bremen
- Bremen: Gemeinde zu Ehren der kaiserlichen Märtyrer

### Hamburg
- Hamburg-St. Pauli: Kirche des Hl. Johannes von Kronstadt zu Hamburg
- Hamburg-Stellingen: Kirche des heiligen Prokop (deutschsprachig)

### Hessen
- Frankfurt am Main: Gemeinde zu Ehren der Hieromärtyrer Kyprianos und Märtyrerin Justina
- Kassel: Gemeinde der Hll. Neumärtyrer von Russland

### Mecklenburg-Vorpommern
- Rostock: Gemeinde zu Ehren der Seligen Xenia von St. Petersburg
- Schwerin: Gemeinde des Hl. Großmärtyrers Demetrius von Thessaloniki.

### Niedersachsen
- Gifhorn: Hl.-Nikolaus-Kirche
- Göttingen: Gemeinde des Hl. Erzengels Michael
- Hannover: Mariä-Verkündigung-Gemeinde
- Leer (Ostfriesland): Kirche des Hl. Ilarion von Wereja
- Lingen (Ems)
- Osnabrück: Gemeinde zu Ehren des Hl. Großmärtyrer Georgij

### Nordrhein-Westfalen
- Aachen: Gemeinde zur Ehre Hl.-Tamara, Zarin von Georgien
- Bielefeld: Verklärungskirche
- Bonn: Mariä-Schutz-Kirche
- Duisburg-Hamborn: Gemeinde zur Gottesmutterikone „Freude und Trost“
- Dortmund: Gemeinde zu Ehren der Hl. Dreifaltigkeit
- Düsseldorf: Maria-Obhut-Kirche
- Essen: Gemeinde zu den Hll. Uneigennützigen Kosmas und Damian
- Köln: Hll.-Konstantin-und-Helena-Kirche
- Krefeld: Gemeinde der Hl. Großmärtyrerin Barbara
- Menden (Sauerland): Gemeinde Hll. Apostel Petrus und Paulus
- Neuss: Gemeinde zu den Hll. Erzengeln
- Paderborn Gemeinde zu Ehren der Hl. Gottesmutterikone „Feodorovskaya“
- Wuppertal: Gemeinde der Hll. Neumärtyrerinnen Großfürstin Elisabeth und Nonne Barbara

### Rheinland-Pfalz
- Kaiserslautern: Gottesmutter-von-Vladimir-Gemeinde
- Mainz: Hl.-Märtyrer-Christophor-Gemeinde
- Trier: Gemeinde der Hll. Vierzig Märtyrer von Sebastia

### Saarland
- Saarbrücken: Gemeinde des Hl. Panteleimon

### Sachsen
- Chemnitz: Gemeinde zu Maria Geburt
- Dresden: Kirche des Ehrwürdigen Simeon vom wunderbaren Berge
- Leipzig: Hl.-Alexius-Gedächtniskirche

### Sachsen-Anhalt
- Halle (Saale): Kreuzerhöhungs-Gemeinde
- Magdeburg: Allerheiligen-Gemeinde

### Schleswig-Holstein
- Kiel: Gemeinde des Hl. Johannes des Täufers
- Preetz
- Schleswig

### Thüringen
- Weimar: Hl.-Maria-Magdalena-Kirche